# Saturno nella fantascienza
Il pianeta gassoso Saturno e il suo sistema di satelliti sono l'ambientazione di molte opere di fantascienza.
La caratteristica per cui è più noto il pianeta è il suo sistema di anelli, individuato da Galileo nel 1610. È stato ben dopo le prime storie di fantascienza ambientate su Saturno, grazie all'osservazione ravvicinata delle sonde spaziali automatiche Pioneer 11 (settembre 1979) e Voyager I (1980) che si è scoperto che i suoi anelli non sono quattro, sei o dieci come precedentemente ipotizzato, ma migliaia. In precedenza per molto tempo si era ritenuto erroneamente che Saturno fosse un pianeta solido in grado di ospitare la vita sulla sua superficie, di conseguenza molte storie fantascientifiche scritte prima delle missioni spaziali, come il classico Lucky Starr e gli anelli di Saturno di Isaac Asimov del 1958, sono basate su dati scientifici in seguito superati.
Successivamente ai viaggi delle sonde spaziali l'attenzione degli scrittori si è spostata sui suoi satelliti, e in particolare su Titano, la cui misteriosa superficie fu rivelata solo all'arrivo della sonda Huygens, durante la missione spaziale Cassini-Huygens del XX secolo.

## Saturno

### Letteratura
- Nel racconto di Voltaire Micromega (Micromégas, 1752) l'omonimo protagonista, proveniente da Sirio, si ferma su Saturno e fa amicizia con un suo abitante, che lo accompagna nella prosecuzione del viaggio.
- Le avventure di Ettore Servadac (Hector Servadac, Voyages et Aventures à Travers le Monde Solaire, 1877), di Jules Verne, è il racconto di un viaggio nel sistema solare a bordo di una cometa che si spinge fino a Saturno. Le illustrazioni del romanzo lo presentano come un pianeta dalla superficie rocciosa e deserta.
- A Journey in Other Worlds[5] (1894) di John Jacob Astor IV. Esploratori dalla Terra raggiungono Saturno da Giove (che è un mondo di giungla tropicale, molto simile all'antica Terra) e trovano che il pianeta è scuro, disseccato e morente. Gli unici abitanti di Saturno sono creature gigantesche e simili a fantasmi che comunicano telepaticamente e possono prevedere il futuro.
- Miti di Cthulhu di H. P. Lovecraft et al. Saturno era conosciuto come Cykranosh nell'era iperborea; sia Tsathoggua sia Atlach-Nacha vennero sulla Terra da lì, e lo zio paterno di Tsathoggua, Hziulquoigmnzhah, vi risiede ancora.
- La porta di Saturno (The Door [to] Saturn, in Strange Tales of Mystery and Terror, gen. 1932), racconto di Clark Ashton Smith raccolto in Al di là del tempo e dello spazio (Out of Space and Time, 1942).
- Il racconto Clandestino per Saturno (Passage to Saturn, Thrilling Wonder Stories, giu. 1939) di Jack Williamson[6][7]
- Il mistero di Saturno (The Secret of Saturn's Rings, Winston, Philadelphia # 22, 1954) di Donald A. Wollheim.[8]
- Il racconto Nove storie per nove pianeti Saturno: Un mostro in esclusiva (1960) di Roberta Rambelli.[9]
- Il racconto Gli anelli di Saturno (Saturn Rising, Fantasy & Science Fiction, mar. 1961), di Arthur C. Clarke.
- Saturno Tre (Saturn Three, 1980) di Steve Gallagher.[10]
- Il gioco di Saturno (The Saturn Game, Analog, 2 feb. 1981)[11], romanzo breve di Poul Anderson.
- Saturn Rukh (1997), romanzo di Robert L. Forward, è la storia di una spedizione umana su Saturno che cerca di entrare in contatto con gli enormi esseri, detti Rukh, che vivono galleggiando nell'atmosfera del pianeta.
- The Clouds of Saturn (1998), romanzo di Michael McCollum. Saturno è un nuovo luogo per l'umanità dopo che la Terra è stata pesantemente surriscaldata da un brillamento solare.
- Saturn (2003), romanzo di Ben Bova della serie del Grand Tour of the Universe, descrive un habitat in viaggio dalla Terra a Saturno. C'è poco di Saturno stesso nel romanzo, però.
- In Accelerando (2005) di Charles Stross, Saturno è l'ultimo rifugio degli esseri umani in un sistema solare che sta venendo trasformato in un cervello matrioska. I coloni di Saturno vivono in una "città ninfea" costituita da piattaforme autoreplicanti che galleggiano nell'atmosfera del pianeta.
- Larklight (2006)[12] di Philip Reeve. I Primi (nome Ones) vivono negli anelli di Saturno.

### Cinema e televisione
- Il film di Douglas Trumbull 2002: la seconda odissea (Silent Running, 1972) è ambientato in una serie di enormi cupole geodetiche simili a serre, collegate a una grande astronave chiamata "Valley Forge", che fa parte di una flotta di navi spaziali dell'American Airlines, appena fuori dall'orbita di Saturno.
- Nel film di Tim Story I Fantastici 4 e Silver Surfer (Fantastic Four: Rise of the Silver Surfer, 2007) Saturno viene divorato da Galactus durante la sua avanzata verso la Terra.
- Il film di Christopher Nolan Interstellar (2014) è la storia di una missione attraverso un wormhole presso Saturno.

### Fumetto
- L'epopea Saturno contro la Terra del trio Zavattini-Pedrocchi-Scolari, pubblicata in Italia dal 1936 al 1946 su diverse testate della Mondadori, ha come principale antagonista il malvagio Rebo, dittatore di Saturno, che mira a conquistare la Terra.
- Operation Saturn (27 feb. 1953-21 maggio 1954) di Frank Hampson. Una storia di Dan Dare proveniente dal fumetto Eagle originale, vol. 3, episodio 47 fino al vol. 5, ep. 21.
- Nelle storie Il naufrago e il successivo Separati di Jeff Hawke (strisce giornaliere edite tra il 1957 e il 1958) gli anelli del "funesto Saturno" nascondono un pericolo mortale. Nonostante le "vittime pretese", il pianeta omonimo il crudele dio latino non c'entra. Responsabile a suo malgrado è una colonia di esuli alieni, prigionieri in un'astronave dalla corazza di antimateria. Dall'epoca della stesura e dal nome dello sventurato protagonista si allude alla rivoluzione ungherese del 1956.
- In Paperino e il razzo interplanetario (Topolino nn. 230-232, 1960) vi è un omaggio al Rebo pubblicato su L'Avventuroso. La popolazione di Saturno, dopo una lunghissima storia di guerre, si è ridotta a tre abitanti: il dittatore Rebo (malvagio quanto quello creato da Zavattini, ma decisamente ridicolo, anche se gli si ispira indubbiamente come aspetto) e i generali 1 e 2. Nonostante la loro scarsità numerica sono sempre pronti a far guerra e cercare inutilmente di conquistare ora la Terra, ora il pacifico Giove.
- Nella storia Astralpippo n. 9999! (Topolino nn. 234-235, 1960), di Attilio Mazzanti e Giovan Battista Carpi, Pippo e Topolino sono a capo di una spedizione su Saturno per ricavare ghiaccio dai suoi anelli (ghiaccio che, a causa dell'atmosfera aliena del pianeta, è caldissimo. Pippo infatti lo utilizza per cucinare). L'unico abitante del pianeta è Bis-Dispetto Saturnino, un essere che può materializzare i desideri altrui e si diverte a fare scherzi ai rari visitatori.
- Jemm, Son of Saturn (1984) di Greg Potter e Gene Colan (DC Comics). L'atmosfera di Saturno è la patria di immense città galleggianti chiuse, le case dei Saturniani rossi e bianchi, razze gemelle nate come propaggini clonate della quasi estinta razza marziana. I Saturniani Rossi furono clonati dai Marziani Verdi; I Saturniani Bianchi dai Marziani Bianchi.

## I satelliti di Saturno nella fantascienza

### Titano
- Titano viene menzionato nel romanzo Il terrore dalla sesta luna di Robert A. Heinlein, come luogo da cui provengono alieni che cercano di conquistare la Terra.
- L'astronave fantasma (Missing Men of Saturn, 1953) di Philip Latham[13] (pseudonimo di Robert S. Richardson). Una spedizione, per fare luce sul mistero dell'antica astronave Anomalia, intraprende un'esplorazione sistematica delle molte lune di Saturno, ma su ognuno dei satelliti accadono le cose più incredibili.[7]
- Le sirene di Titano del 1959 di Kurt Vonnegut; la parte finale si svolge su Titano.[1]
- Nel racconto Cuore di mamma (Motehercare), facente parte del ciclo dei Robot di Isaac Asimov, su Titano un robot impazzisce improvvisamente.
- La prima parte del romanzo Il pianeta del silenzio di Stanisław Lem del 1986, è ambientata su Titano.
- Il primo romanzo di una trilogia fantascientifica di John Varley si intitola Titano ed è ambientato nei pressi della luna.
- Il film di Andrew Niccol Gattaca - La porta dell'universo (Gattaca, 1997) è ambientato sulla Terra, ma un personaggio (Vincent) parte per Titano.
- Nel film di J. J. Abrams Star Trek (2009) la USS Enterprise si nasconde nell'atmosfera nebulosa di Titano per rendersi invisibile ai sensori della nave romulana Narada.

### Altre lune
- Nel racconto breve di Harry Bates del 1934 A Matter of Size, il satellite Teti è abitato da una forma di vita intelligente.
- L'astronave fantasma (Missing Men of Saturn, 1953) di Philip Latham[13] (pseudonimo di Robert S. Richardson). Una spedizione, per fare luce sul mistero dell'antica astronave Anomalia, intraprende un'esplorazione sistematica delle molte lune di Saturno, ma su ognuno dei satelliti accadono le cose più incredibili.
- Nel romanzo Destinazione stelle di Alfred Bester del 1956, Rea è colonizzata dagli esseri umani.
- Il romanzo The Secret of Saturn's Rings di Donald A. Wollheim del 1956, è in parte ambientato su Mimas.
- Lucky Starr e gli anelli di Saturno (Lucky Starr and the Rings of Saturn, 1958) è l'ultimo della serie dei romanzi per ragazzi su Lucky Starr scritta da Isaac Asimov. È ambientato nel sistema di Saturno, in particolare sui satelliti Mimas e Titano.
- Il romanzo 2001: Odissea nello spazio (2001: A Space Odyssey, 1968), di Arthur C. Clarke, termina nel sistema di Saturno (a differenza del film e dei seguiti del libro, ambientati nel sistema di Giove), e precisamente sul satellite Giapeto.
- Il film di Stanley Donen Saturn 3 (1980) è ambientato in una base sul terzo satellite di Saturno, Teti.
- Del 2016, dopo la scoperta di acqua liquida su Encelado è il racconto breve The Water Walls of Enceladus di Mercurio D. Rivera.[1]